# Scopula cineraria
Scopula cineraria är en fjärilsart som beskrevs av John Henry Leech 1897. Scopula cineraria ingår i släktet Scopula och familjen mätare. Inga underarter finns listade.